# There There
There There es una película de dramática estadounidense dirigida por Andrew Bujalski.
La película participó en la sección oficial (competencia internacional) de la 37.ª edición del Festival Internacional de Cine de Mar del Plata.

## Sinopsis
Andrew Bujalski vuelve a la carga con una serie de escenas cortas protagonizadas por dos personajes a la vez que juegan con nuestras percepciones y expectativas en una realidad desquiciada no muy lejana a la nuestra. La duda de un amante a la fría luz de la mañana conduce a una cadena de intimidades incómodas -consejeros, perturbadores, pacificadores y encendedores-, cada uno de los cuales busca tener un poco de fe recompensada.

## Elenco
- Angela Bedekovic
- Molly Gordon
- Jasmine Skloss Harrison
- Lennie James
- Annie La Ganga
- Avi Nash
- Jon Natchez
- Roy Nathanson
- Jason Schwartzman
- Lili Taylor